# إليزابيتة سمارة
إليزابيتة سمارة (ولدت في 15 أبريل 1989 في قسطنطة) هي لاعبة كرة طاولة رومانية محترفة. فازت بألقاب أوربية في منافسات الفردي والزوجي والفرق في بطولة أوربة ومثلت رومانيا أربع مرات في الألعاب الأولمبية الصيفية.
مثلت سمارة فرقًا مختلفة في المسابقات الرياضية، منها فنار باغجة التركي ونادي إستيوا بوخارست الروماني. في 26 يوليو/تموز 2022، وافقت على شروط مع نادي بناثينيكوس اليوناني.

## الحياة الشخصية
سمارة هي من أصل أروماني وُلدت في عائلة من الأرومانيين.